# Modkraft.dk
Modkraft.dk var et dansk venstreorienteret internetmedium, der blev etableret 1. februar 2000 og nedlagt 1. februar 2017. Mediets undertitel var "Progressiv portal".
Modkraft.dk havde efter egne oplysninger en ambition om at være venstrefløjens og de progressive bevægelsers uafhængige internet-portal.
Modkraft.dk var fælles portal for onlinemagasinet Kontradoxa, onlinebiblioteket (tidligere: Tidsskriftcentret.dk) og forskellige emneredaktioner om kultur, kønspolitik (queerkraft), faglig, økonomi mv. Endvidere var der sektioner med aktivitetskalender, aktuelt stof for tv/film og en række bloggere.
Modkraft.dk blev startet af Mikkel Skov Petersen som eksamensprojekt på det daværende Center for Journalistik og Efteruddannelse på Danmarks Journalisthøjskole. Fra 2004 til sin død i november 2009 var Martin Lindblom redaktør på portalen.
Modkraft.dk blev produceret og drevet af Mediesyndikatet Monsun.